# Simulcast-Verfahren
Als Simulcast-Verfahren bezeichnet man die gleichzeitige Übertragung eines analogen amplitudenmodulierten und eines nach dem Digital Radio Mondiale (DRM) – Verfahren übertragenen Signals im gleichen (SingleChannel Simulcast – SCS) oder einem benachbarten Kanal (MultiChannel Simulcast – MCS).
Hierzu wird das DRM-Signal dem Träger nach dem Verfahren der Quadraturmodulation moduliert und auf dieses Signal dann das analoge Signal moduliert, wobei je nach zur Verfügung stehender Bandbreite konventionelle Amplitudenmodulation oder AM-kompatible Einseitenbandmodulation benutzt werden kann. Das Simulcast-Verfahren hat gegenüber den reinen DRM-Verfahren den Vorteil, dass das Signal auch von alten AM-Empfängern empfangen werden kann.
Allerdings hat dieses Verfahren gegenüber den reinen DRM-Verfahren den Nachteil einer schlechteren Übertragungsqualität, und auch beim Empfang mit herkömmlichen AM-Radios kann es zu einem stärkeren Rauschen kommen als beim Empfang eines reinen AM-Senders.